# ZZ Top
ZZ Top é uma banda que mistura blues-rock com southern rock americana, referida como "That Little Ol' Band from Texas", formada em 1969 em Houston, Texas. Os membros originais da banda são Billy Gibbons (vocal e guitarra), Dusty Hill (vocal e baixo) e Frank Beard (bateria), e são a única banda a ter todos os membros originais tocando juntos por 50 anos.
ZZ Top já vendeu mais de 50 milhões de álbuns em todo o mundo, incluindo 25 milhões de álbuns só nos Estados Unidos. A banda teve 8 hits no Top 40 na Billboard Hot 100, 6 hits em primeiro lugar no Mainstream Rock, e três MTV Video Music Awards. Eles foram introduzidos no Rock and Roll Hall of Fame em 2004.
Com um som de guitarra distinto e as letras satíricas (muitas delas a respeito de lugares e eventos de sua terra natal, o Texas) a banda provavelmente se destaca pelo seu visual diferente. ZZ Top quase sempre apareceu em público usando óculos escuros (uma prática que antecede, por uma década, sua canção de 1979 "Cheap Sunglasses"). Gibbons e Hill vestiam roupas pretas semelhantes (geralmente roupas de couro, de motociclista) e chapéus de vaqueiro pretos ou bonés. Gibbons geralmente usa botas de motociclista pretas e correntes no pescoço com abridores de lata de cerveja. Gibbons e Hill sempre foram fotografados com óculos escuros, utilizando barbas enormes, o que torna esta combinação sua marca registrada. Frank Beard (Beard significa barba, em inglês), ironicamente não tem barba, usa apenas um bigode aparado.
Em 28 de julho de 2021, Dusty Hill faleceu enquanto dormia em sua casa em Houston, Texas. Entretanto, a banda já comunicou que continuaria em atividade, com o técnico de guitarra que trabalha há 30 anos com a banda, Elwood Francis, assumindo o lugar de Hill — como, aliás, já vinha fazendo em alguns shows dos quais o baixista se ausentou por motivos de saúde.

## História

### Formação e os anos 1970
O ZZ Top surgiu em 1969 no Texas. A formação original veio da banda The Moving Sidewalks, formada por Billy Gibbons (guitarra), Lanier Greig (baixo) e Dan Mitchell (bateria). Lanier Greig foi demitido e em seu lugar entra Bill Ethridge.
O próximo a sair foi Dan Mitchell, substituído por Frank Beard que veio da banda American Blues. E pouco tempo depois, Bill Ethridge saiu e entrou Dusty Hill, que também veio da banda American Blues.
Com esta formação que dura até hoje, em janeiro de 1971, o ZZ Top lançou o primeiro álbum, ZZ Top's First Album que teve o single, "(Somebody Else Been) Shaking Your Tree", um álbum basicamente de blues.
Em abril de 1972, lançou o segundo álbum, Rio Grande Mud, que trouxe o primeiro hit da banda, "Francine", além de "Just Got Paid" e "Bar-B-Q".
Toda a excelência do ZZ Top está no álbum que é o clássico do trio, Tres Hombres lançado em julho de 1973. Destaque para as faixas, "La Grange", "Beer Drinkers & Hell Raisers" e "Jesus Just Left Chicago". É com ele que o trio conquista seu primeiro disco de platina.
Em abril de 1975, é lançado Fandango!, um álbum metade ao vivo e metade de estúdio que trouxe o hit, "Tush". O álbum vendeu sem muito esforço um milhão de cópias.
O próximo álbum, Tejas, é lançado em fevereiro de 1977, mas não consegue manter o nível dos discos anteriores e a banda decide parar por um tempo.
Em março de 1977, foi lançado a primeira coletânea, The Best of ZZ Top.
Em 1979, o ZZ Top assinou com a Warner Bros. Records, e em agosto, lançou o álbum Degüello, com uma versão de "Dust My Broom" de Elmore James e "I Thank You" de Isaac Hayes.

### The Eliminator e os anos 1980
Em abril de 1980, o ZZ Top fez sua primeira apresentação na Europa, em uma performance no programa de TV Rockpalast. 
Em novembro de 1981, foi lançado El Loco, que teve três singles: "Tube Snake Boogie", "Pearl Necklace" e "Leila", com um som diferente usando sintetizadores e a tecnologia que se tornaria característica do ZZ Top.  

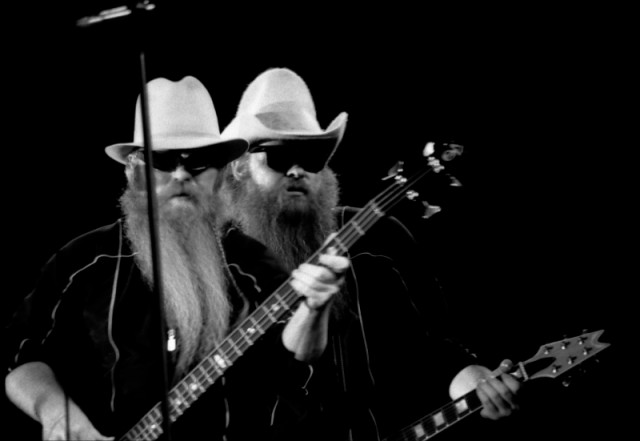
Billy Gibbons e Dusty Hill em 1983.

Logo depois, é lançado o álbum mais bem sucedido da carreira do trio, Eliminator em março de 1983, vendendo mais de 11 milhões de cópias só nos Estados Unidos.

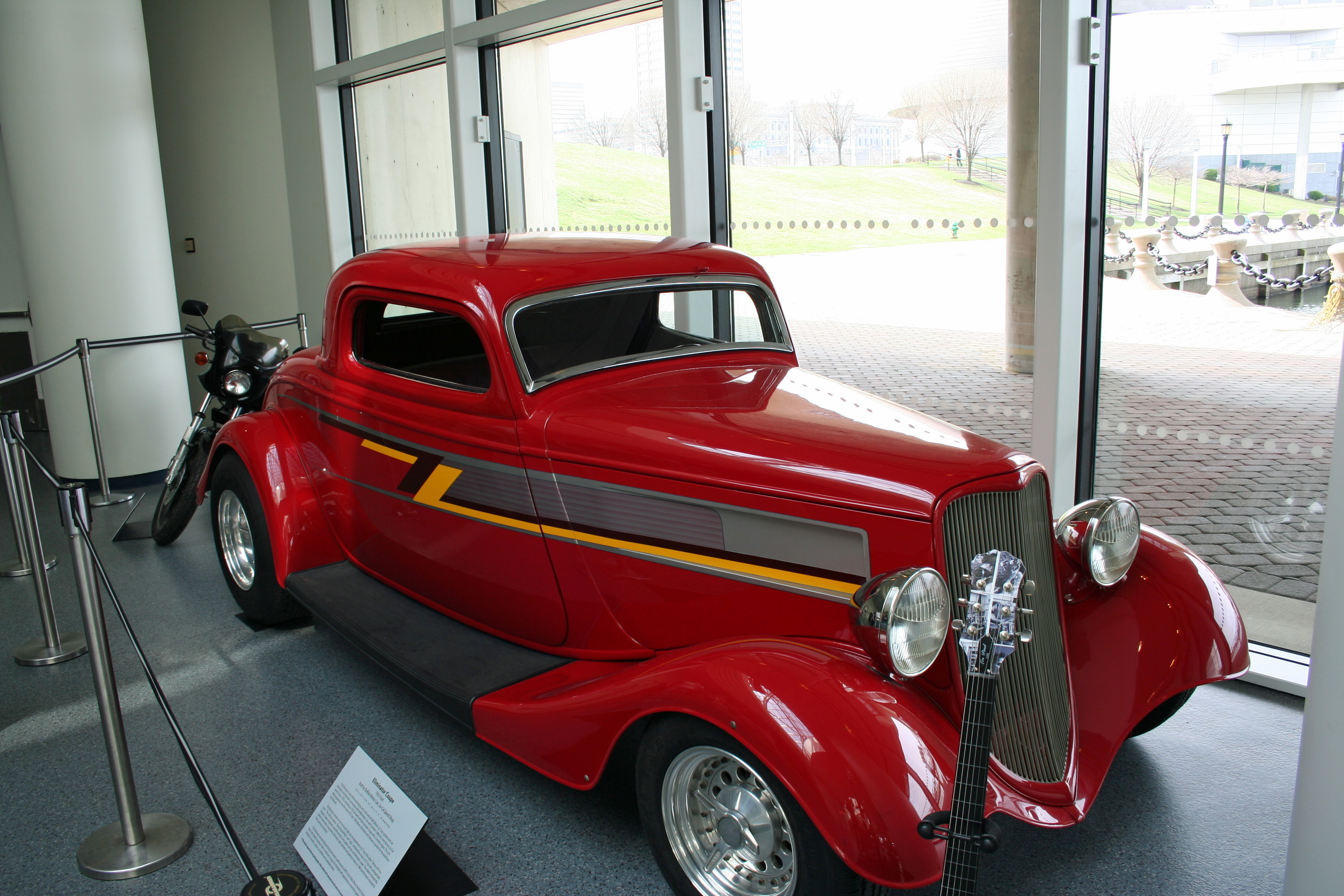
The Eliminator que atualmente fica no Rock and Roll Hall of Fame.

Nessa mesma época, entrava em cena um ícone visual da banda, um Hot Rod Ford Coupé de 1933 apelidado de The Eliminator totalmente turbinado, que aparece nos videoclipes dos hits "Gimme All Your Lovin'", "Sharp Dressed Man" e "Legs".
Em 28 de outubro de 1985, foi lançado, Afterburner não vendeu quanto o antecessor, mas teve sucesso com os hits "Sleeping Bag", "Stages", "Rough Boy" e "Velcro Fly" que também tiveram videoclipes.
Em 1 de janeiro de 1987, é lançado o box Six Pack contendo os primeiros álbuns da banda (com exceção do "Degüello" de 1979): "ZZ Top's First Album", "Rio Grande Mud", "Tres Hombres", "Fandango!", "Tejas" e "El Loco".

### Anos 1990
Em março de 1990, foi lançado Recycler, o último álbum com a Warner Bros. Records que teve sucesso no velho continente, principalmente na Inglaterra. Três singles tiveram videoclipes como, "My Head's in Mississippi", "Give It Up" e "Burger Man". 
Ainda em 1990, a banda grava a música "Doubleback" para o filme Back to the Future III.
Em abril de 1992, a Warner lançou uma coletânea com os maiores sucessos Greatest Hits, e um DVD foi lançado no mesmo ano, Greatest Hits contendo todos os videoclipes da carreira do trio.
A banda assinou um contrato com a RCA. Com esta nova gravadora, lança mais três álbuns, Antenna de 1994, que promoveu uma volta às raízes, Rhythmeen de 1996, e XXX de 1999, esse último, justamente para comemorar o 30º aniversário da banda.

### Anos 2000
Em abril de 2003, o ZZ Top lançou o álbum pela RCA, Mescalero, que tem uma faixa escondida de uma versão cover de "As Time Goes By" de Herman Hupfeld.
Em outubro de 2003, é lançado a coletânea Chrome, Smoke & BBQ com algumas músicas da antiga banda The Moving Sidewalks, e em 2004, foi lançado uma coletânea dupla chamada, Rancho Texicano: The Very Best of ZZ Top.
Em 15 de março de 2004, o ZZ Top foi introduzido por Keith Richards dos Rolling Stones para o Rock and Roll Hall of Fame. A banda fez uma apresentação breve, tocando, "La Grange" e "Tush". 
Cub Koda escreveu: "Músicos com raízes genuínas, eles tem poucos pares; Gibbons é um dos melhores guitarristas de blues dos Estados Unidos, enquanto Beard e Hill prestam o apoio no baixo e na bateria."
Em 24 de junho de 2008, foi lançado o primeiro DVD ao vivo do ZZ Top, Live From Texas, gravado em 1 de novembro de 2007 no Nokia Theatre, na cidade de Dallas.
E no mesmo ano, é lançado o CD em 28 de outubro na Europa, e 4 de novembro nos Estados Unidos.
Em 15 de outubro de 2009, foi lançado o segundo DVD duplo ao vivo do ZZ Top, Double Down Live. O primeiro disco traz o show gravado no Grugahalle em Essen, Alemanha, para o programa de TV Rockpalast em 1980. O segundo disco contém shows durante a turnê europeia em 2008, com apresentações e entrevistas de bastidores.

### Anos 2010
Em 26 de junho de 2010, a banda apareceu no palco do Crossroads Guitar Festival de Eric Clapton. Duas canções de sua performance no festival são destaques no DVD de mesmo nome de 2010.
Depois de anos sem lançar nenhum trabalho inédito desde o último álbum Mescalero de 2003, em 5 de junho de 2012, o ZZ Top lançou um EP em formato digital, pelo iTunes chamado, Texicali. O novo disco de estúdio, La Futura produzido por Rick Rubin, foi lançado em 11 de setembro de 2012.
Em 10 de junho de 2013, a Warner Bros. Records lançou o box The Complete Studio Albums 1970-1990, com 10 CDs incluindo as mixagens originais dos primeiros álbuns. Em 22 de julho de 2014, a banda lança mais um DVD ao vivo gravado em Montreux, chamado, Live at Montreux 2013.
Morte de Dusty Hill
Em 28 de julho de 2021, o ZZ Top divulgou a morte do Hill, ocorrida na sua casa em Houston.

## Sobre a Banda
Fato raro no mundo da música, o ZZ Top ostenta a marca de ter mantido a formação original por mais de 50 anos. Billy Gibbons, Dusty Hill e Frank Beard tocaram juntos desde 1969, consolidando uma união que se reflete na coesão musical da banda.
Em 1984, a empresa Gillette ofereceu a cada membro do ZZ Top um milhão de dólares para raspar suas barbas durante uma campanha publicitária da marca. A proposta foi recusada categoricamente pela banda.
Com mais de 50 milhões de álbuns vendidos mundialmente, o ZZ Top se consolidou como um dos maiores nomes do rock. Sua influência transcendeu gerações, inspirando diversos artistas e conquistando fãs até hoje.

### Prêmios
- Indicado para o Rock and Roll Hall of Fame, 2004.
- O prêmio de Lenda Viva, Outubro 15–17, 2006.[8]
- VH1 Rock Honors award, 2007.[9]
- AMD Live! Soundtrack Award, Texas Film Hall of Fame, Austin Film Society, 2008.[10]

### Discografia

#### Álbuns de estúdio
- (1971) ZZ Top's First Album
- (1972) Rio Grande Mud
- (1973) Tres Hombres
- (1975) Fandango!
- (1976) Tejas
- (1979) Degüello
- (1981) El Loco
- (1983) Eliminator
- (1985) Afterburner
- (1990) Recycler
- (1994) Antenna
- (1996) Rhythmeen
- (1999) XXX
- (2003) Mescalero
- (2012) La Futura

#### Coletâneas
- (1977) The Best of ZZ Top
- (1992) Greatest Hits
- (1994) One Foot In The Blues
- (2003) Chrome, Smoke & BBQ
- (2004) Rancho Texicano: The Very Best of ZZ Top
- (2013) The Complete Studio Albums
- (2014) The Very Baddest

#### EPs
- (2012) Texicali

## Videografia

### DVDs
- (1992) Greatest Hits
- (2008) Live From Texas
- (2009) Double Down Live
- (2014) Live at Montreux 2013

### Videoclipes
- "Gimme All Your Lovin'"
- "Sharp Dressed Man"
- "Legs"
- "TV Dinners"
- "Sleeping Bag"
- "Stages"
- "Rough Boy"
- "Velcro Fly"
- "Give It Up"
- "My Head's In Mississippi"
- "Burger Man"
- "Viva Las Vegas"
- "I Gotsta Get Paid"